# أمانة عامة

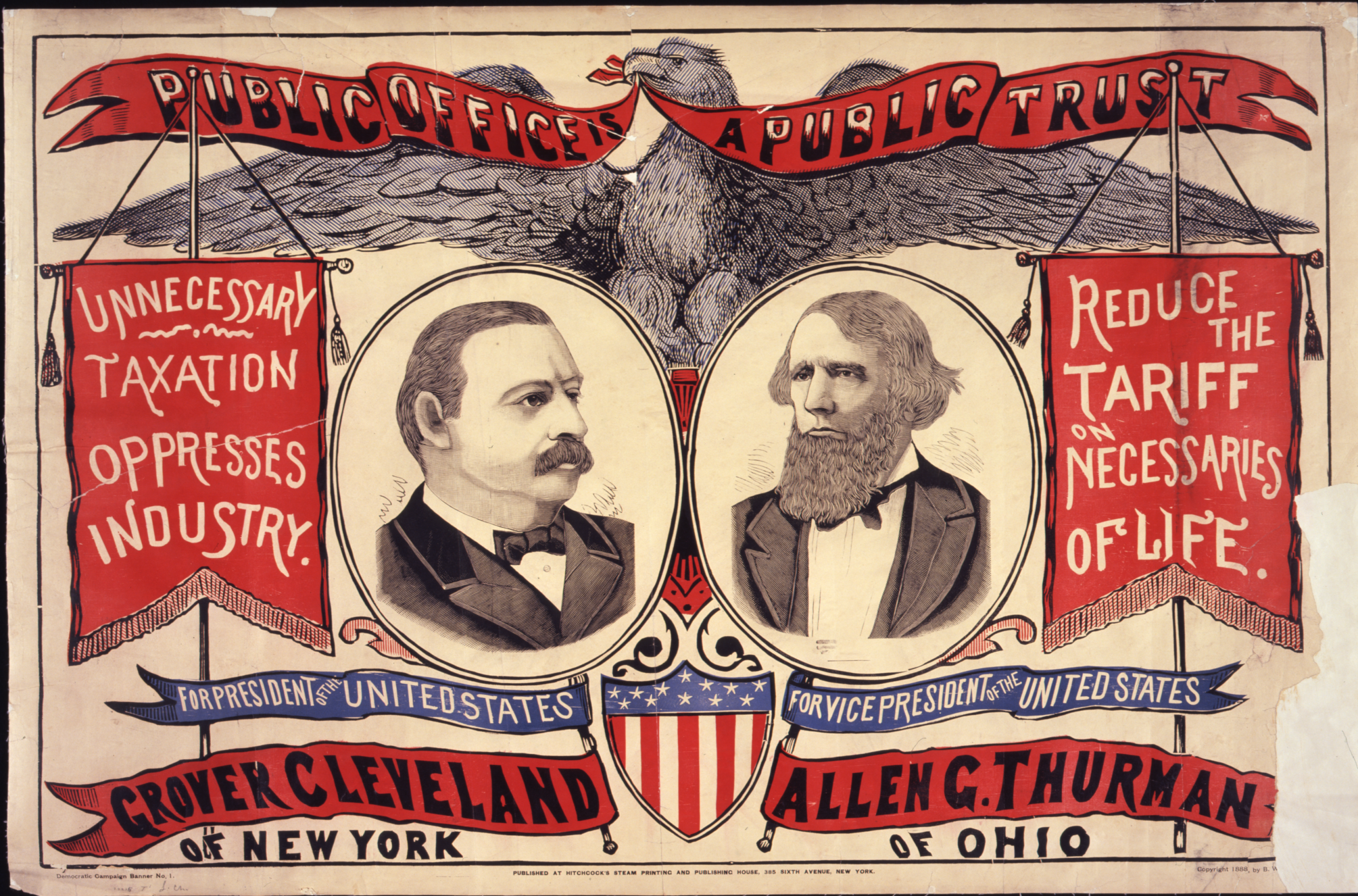

يعود مفهوم الأمانة العامة إلى منشأ الحكومة الديمقراطية وفكرتها الرئيسية التي تشير إلى أن القوة الحقيقية ومستقبل المجتمع يكمنان في العامة، وبالتالي، فأيًا كانت الأمانة التي يضعها العامة في المسئولين المعبرين عنهم، يجب أن يتم احترامها.
ومن بين الأسباب التي تجعل الرشوة ينظر إليها على أنها شر سيئ السمعة أنه يساهم في نشر ثقافة الفساد السياسي التي تختفي معها ثقة العامة. ومن المشكلات الأخرى التي تتعلق بالفساد السياسي أو خيانة الأمانة العامة الضغط السياسي وجماعات المصالح الخاصة والكارتل (اتحاد بين الجماعات السياسية من أجل عمل مشترك) مع العامة.

## الاستخدام في الفلبين
في الفلبين، تعد «خيانة الأمانة العامة» واحدة من الجرائم التي يتم توجيه الاتهام بها. وفي قضية فرانسيسكو الابن ضد شركة Nagmamalasakit na mga Manananggol ng mga Manggagawang Pilipino, Inc.، أصدرت المحكمة العليا الفلبينية حكمها بأن تعريف «خيانة الأمانة العامة» يشير إلى «أمر سياسي لا يخضع للتقاضي ولا يخضع لسلطاتها القضائية» بموجب الدستور. ولم تحدد المحكمة الفرع الحكومي الذي يمتلك السلطة لتعريفه، إلا أن القرار يشير ضمنًا إلى أن الكونغرس، الذي يتعامل مع قضايا الاتهام، هو من يمتلك السلطة للقيام بذلك.

## أمثلة على خيانة الأمانة العامة
من الأمثلة الشهيرة لخيانة الأمانة العامة ما حدث في اغتيال يوليوس قيصر، الذي قتله أعضاء مجلس الشيوخ الروماني الذين رأوا أنهم يجب أن يتعاملوا بحدة للحفاظ على الجمهورية ضد طموحاته الملكية المزعومة.